# Vill ha mer
Vill ha mer är Mighty Bands album från 1983. Det släpptes på Mariann records med serienummer MLPH 1535.

## Låtlista
1. Vill ha mer innan månen har gått ner
2. Blixt från klar himmel
3. Kvällens kasanova
4. Du och jag
5. Natten kommer
6. Dansa hela kvällen
7. Hand under täcket
8. Vi kan följa med
9. Skandal
10. Var ska vi sova inatt
11. Dum dum telefon